# Island Home
Island Home („Inselheimat“) ist die offizielle Nationalhymne der Vogtei Jersey. Komponiert wurde sie von Gerard Le Feuvre. Im Jahr 2008 löste diese im Rahmen eines Wettbewerbes Ma Normandie als Hymne ab.
Neben God Save the King wird Island Home als offizielle Nationalhymne geführt.

## Liedtext
| Englisches Original | Deutsche Übersetzung (frei übersetzt) |
| --- | --- |
| Ours is an Island home Firm on rock and strong by sea Loyal and proud in history, Our thankful hearts are Raised to God for Jersey.             | Unsere ist eine Inselheimat Fest auf Fels und stark durch das Meer Loyal und stolz in der Geschichte, Unsere dankbaren Herzen sind Erhoben zu Gott für Jersey.            |
| The beauty of our land Long inspires both eye and mind. Ours the privilege to guard its shore So help we God that Jersey might by grace endure. | Die Schönheit unseres Landes Inspiriert lange Auge und Geist. Uns das Privileg, seine Küste zu schützen Also helfen wir Gott, dass Jersey durch Gnade Bestand haben möge. |